# Jiajing
Jiajing (o Chia-ching) (嘉靖 ; 16 de septiembre de 1507-23 de enero de 1567) fue el undécimo emperador de la dinastía Ming. Reinó entre 1521 y 1567. Nacido Zhu Houcong, era el primo del emperador Zhengde. Su padre, Zhu Youyan, príncipe de Xing, fue el cuarto hijo del emperador Chenghua y el mayor de los tres hijos del emperador nacido con su concubina.
El nombre de su era significa "Tranquilidad admirable".
| Predecesor: Zhengde | Emperador de China (Dinastía Ming) 1521-1567 | Sucesor: Longqing |

- Datos: Q10011
- Multimedia: Jiajing Emperor / Q10011